# Сикофант
Сикофа́нт (др.-греч. συκοφάντης, от др.-греч. σῦκον — «фига» и др.-греч. φαίνω — «доношу») — доносчик, клеветник, шантажист.
Происхождение этого слова неясно; большинство греческих толкователей указывают на связь его с запретом вывозить из Аттики смоквы.

## История возникновения термина
Схолиаст в послании к Аристофану рассказывает, что однажды во время голода в Аттике тайком были сорваны плоды на священных смоковницах и что при судебном расследовании этого дела лиц, которые могли указать виновных, назвали сикофантами.

## Роль сикофантов в древней Греции
В период расцвета афинской демократии это слово приобрело политическое значение: оно означало многочисленный класс профессиональных обвинителей, ябедников, сутяг, которые ради личной наживы заводили процессы, чтобы, запугав кого-либо судом, вынудить отступную плату или, в случае выигрыша процесса, получить часть отобранного по суду имущества. Афинское законодательство разрешало всякому желающему выступать обвинителем против нарушителей государственных законов, причём за успешное обвинение обвинителю давалась в награду известная часть поступавшей в виде штрафа суммы или имущества, отнятого по суду у ответчика. Само это правило уже предполагает возможность злоупотреблений, тем более что народ с завистью относился к выдающимся государственным деятелям, ораторам, полководцам и вообще ко всем богатым и влиятельным людям, которых главным образом и беспокоили сикофанты. Чем больше обвинений предъявлялось перед судом, тем больше пеней поступало в распоряжение судей и казны. Вследствие этого к обвинителю в уголовном деле, как и к истцу — в частном относились снисходительнее, и деятельность сикофанта стала доходной.
Сикофанты избирали своей специальностью подобные доносы, лично их не касающиеся. Эта профессия пользовалась очень дурной репутацией. Нельзя, однако, сказать, что роль добровольного обвинителя в Афинах сама по себе приносила какое-то бесчестье: лица, безупречные в нравственном отношении, как, например, оратор IV в. до н. э. Ликург, не раз брали на себя эту роль; но они всегда тщательно старались оправдать своё выступление на суде одним из двух мотивов, которые греческая мораль признавала почти одинаково почтенными, — желанием защитить общественные интересы или личной местью. Напротив, сикофант — профессиональный доносчик, руководящийся только стремлением к наживе. Источников наживы у сикофантов было много. В некоторых судебных процессах часть имущества осуждённого лица и штраф, наложенный на него судом, поступали в пользу обвинителя. Этот способ обогащения, хотя и считавшийся позорным, был, по крайней мере, законным. Но были и бесчестные способы: например, возбудив процесс, они брали отступное за то, чтобы прекратить его; часто бывало достаточно угрозы, чтобы заставить жертву откупиться деньгами; иногда люди, почему-либо боявшиеся сикофанта, сами заранее старались его задобрить. Многие из сикофантов были на жалованьи какого-нибудь государственного деятеля и действовали против его врагов. Донос, мошенничество, шантаж — вот что составляло приёмы сикофантов.

Сикофанты держали в страхе состоятельных граждан. В биографии Никия Плутарх пишет:
Он давал деньги как тем, кто мог ему делать зло, так и тем, кто заслуживал благодеяний, и вообще его трусость была доходной статьёй для скверных людей … Он так боялся сикофантов, что не обедал ни у кого из сограждан, не вступал в разговоры, не имел общения, но, когда занимал должность, до ночи был в палате стратегов, из совета уходил последним, а приходил туда первым.
Несмотря на бесстыдство и продажность сикофантов, они считались до некоторой степени нужным элементом в государстве. Совсем без таких добровольных обвинителей закон и суды были бы бессильны, а между тем не всякий готов был взять на себя эту роль. Сами они указывали на себя как на ревностных патриотов. Некоторому риску они всё-таки подвергались: по закону, всякий обвинитель, не получивший в свою пользу одной пятой части голосов судей, подвергался штрафу в 1000 драхм и лишался права на будущее возбуждать судебное преследование против кого-нибудь.
Яркую характеристику сикофанта даёт Демосфен, сравнивая его со змеёй и скорпионом, которых следует уничтожать.
Сикофант, по выражению некоторых, это собака демоса, которая тех, кого выдаёт за волков, не кусает, а наоборот, овец, которых будто бы защищает, сама пожирает. Его ум не направлен ни на одно доброе государственное дело. Сикофант не занимается ни искусством, ни земледелием, ни ремеслом, ни с кем не вступает в дружественное общение. Он ходит по площади, как ехидна или скорпион, подняв жало, устремляясь то туда, то сюда, высматривая, кому бы причинить беду, поношение, зло и, нагнав на него страх, взять с него денег … Непримиримый, блуждающий, необщительный, он не знает ни расположения, ни дружбы, ничего такого, что испытывает порядочный человек. Он ходит, окружённый тем, чем окружены нечестивые в Аиде, как их рисуют живописцы, — проклятием, руганью, завистью, раздором, враждой.
Многие аттические писатели указывали на общественный вред сикофантии (Аристофан, Демосфен, Эсхин и другие); против неё был, наконец, издан закон, но она всё-таки продолжала существовать, пока существовала демократия. Сикофанты играли на судах почти ту же роль, как демагоги — в народных собраниях: служа орудием для осуществления целей демагогов, они составляли не лишённый силы элемент демократии; иногда класс сикофантов даже оправдывали, считая его необходимым в политических целях (Эсхин, «Против Тимарха», § 20).
См. также.

## СоветСократа
В «Воспоминаниях о Сократе» Ксенофонта в 9 главе 2-й книги описывается разговор Сократа и Критона о сикофантах. На жалобы Критона Сократ советует ему «держать человека, который хотел бы и мог отгонять от тебя тех, кто вздумает напасть на тебя». После этого они нашли Архедема — «очень способного, полезного и бедного человека».
Архедем смотрел на дом Критона как на своё пристанище и уважал его. У одного из сикофантов, нападавших на Критона, он сразу открыл много преступлений, разыскал и много врагов его; он обратился в государственные службы, где о самом сикофанте решался вопрос, какому наказанию или штрафу его надлежит подвергнуть. Сикофант, знавший за собою много скверных дел, употреблял все усилия, чтобы отделаться от Архедема. Но Архедем не отставал от него, пока тот не оставил в покое Критона и не дал денег самому Архедему. (…) 

Архедем с удовольствием услуживал Критону, и не только самому Критону жилось покойно, но и друзьям его.